# Фукуа, Антуан
Антуан Фукуа (англ. Antoine Fuqua) — американский кинорежиссёр и продюсер. В начале своей карьеры снимал видеоклипы для таких популярных артистов, как Тони Брэкстон и Принс. В дальнейшем стал кинорежиссёром. Широкую известность приобрёл после фильма «Тренировочный день», отмеченного премией Американской киноакадемии.

## Ранние годы
Фукуа родился и вырос в Питтсбурге, штат Пенсильвания, в семье Карлоса и Мэри Фукуа. Там же окончил школу в 1984 году. Он — племянник продюсера и исполнительного директора The Moonglows Харви Фукуа. Прежде чем обратиться к кинопроизводству и созданию музыкальных видеоклипов, он изучал электротехнику с надеждой стать пилотом реактивных самолётов в армии.

## Карьера
Фукуа начал свою карьеру, снимая музыкальные видеоклипы для таких популярных исполнителей, как Тони Брэкстон, Кулио, Стиви Уандер и Принс. С 1998 года он начал снимать художественные фильмы, хотя и продолжал снимать музыкальные клипы. В статье для журнала TIME Фукуа выразил свое уважение к Куросаве как режиссеру и то, как Куросава повлиял на его собственный взгляд на кинопроизводство, заявив: «… работа с Акирой Куросавой и Хидэо Огуни была такой красивой, поэтичной, мощной и душераздирающей. Это было все о справедливости, жертве, и это заставило меня захотеть быть одним из тех парней».
Его первым художественным фильмом стал боевик, созданный Джоном Ву «Убийцы на замену» (1998), с Чоу Юньфатом в главной роли. Затем он снял криминальный триллер «Тренировочный день» (2001), за который звезда Дензел Вашингтон получил премию Оскар за лучшую мужскую роль. Следующими его фильмами были военный боевик «Слёзы солнца» (2003 г.), легендарный фильм о Короле Артуре «Король Артур» (2004 г.), боевик «Стрелок» (2007 г.), криминальный фильм «Бруклинские полицейские» (2009 г.), боевики-триллеры «Падение Олимпа» (2013) и «Великий уравнитель» (2014), последний из которых снова объединяет Фукуа с Дензелом Вашингтоном.
Совместно с Уэсли Снайпсом он создал мини-сериал комиксов After Dark, который был написан Питером Миллиганом и проиллюстрирован Джеффом Нентрупом. Фукуа должен был руководить созданием детективного триллера режиссёра Дени Вильнёва по сценарию Аарона Гузиковского Пленницы, но покинул проект. Он должен был стать режиссёром официального биографического фильма про Тупака Шакура. Проект был отложен, чтобы позволить Фукуа снять художественный фильм «Левша», с Эминемом в главной роли. 10 мая 2012 года поступило сообщение о том, что Эминем приостановил работу над картиной для того, чтобы сосредоточиться на музыке. 6 марта 2014 года Антуан Фукуа подписал контракт на съёмки фильма с Джейком Джилленхолом, заменившем Эминема в главной роли, и компанией «The Weinstein Company» в качестве прокатчика. В 2010 году CBS Films наняла Фукуа для постановки нового фильма по роману Винса Флинна «Согласие на убийство». В мае 2014 года компания 20th Century Fox назначила Фукуа на роль режиссёра триллера о контрабанде наркотиков «Нарко-Саб», сценарий которого написал Дэвид Гуггенхайм.
В марте 2011 года Фукуа подписал контракт на режиссуру фильма, в котором рассказывается романтическая история любви между супругой Ян-гуйфэй и императором Сюань-цзуна из династии Тан. Как сообщалось в марте 2013 года, он заявил, что ждет, когда кинопроект пройдет по соответствующим китайским правительственным каналам, прежде чем снимать исторический эпический фильм, в настоящее время известный как «Династия Тан».
В 2016 году он снял фильм Великолепная семёрка — ремейк одноимённого фильма 1960 года и Семь самураев режиссёра Акира Куросавы. Дензел Вашингтон играет главную роль Сэма Чизема. Фукуа также был исполнительным продюсером телевизионного ремейка Корни 2016 года. В 2016 году его компания Fuqua Films подписывает контракт с The Weinstein Company.
10 августа 2016 года Deadline Hollywood сообщил, что Фукуа ведёт переговоры о создании нового фильма «Лицо со шрамом». В январе 2017 года Фукуа покинул проект. 10 февраля 2017 года было объявлено, что сценарий фильма будет написан братьями Коэн. 30 марта 2018 года было объявлено, что Фукуа будет режиссёром нового фильма с Гаретом Даннетом-Алкосером, который пишет сценарий. 14 мая 2020 года было объявлено, что Фукуа больше не является режиссёром и что Лука Гуаданьино подписал контракт на режиссуру фильма, сценарий которого всё ещё пишется братьями Коэн, как было подтверждено ранее.
В начале 2018 года Фукуа стал одним из исполнительных продюсеров сериала в жанре медицинской драмы Ординатор. Летом 2018 года был выпущен его сиквел триллера «Великий уравнитель 2» (2018), в котором Дензел Вашингтон вернулся в главной роли. В феврале 2019 года было объявлено, что Крис Эванс вступил в переговоры о том, чтобы сняться в научно-фантастическом фильме под названием Бесконечность, а режиссёр Фукуа выпустит фильм в августе 2020 года, но в связи с пандемией коронавирусной инфекции съёмки фильма временно приостановлены.
9 декабря 2022 года вышла режиссёрская работы Фукуа — художественный фильм «Освобождение». Главные роли исполнили Уилл Смит и Бен Фостер.
В январе 2023 года стало известно что Антуан Фукуа снимет биографический фильм Майкл — о Майкле Джексоне, где главную роль исполнит Джафар Джексон, племянник певца.
В ноябре 2023 года появилась информация, что Антуан Фукуа снимет исторический фильм о Ганнибале, главную роль исполнит Дензел Вашингтон.

## Личная жизнь

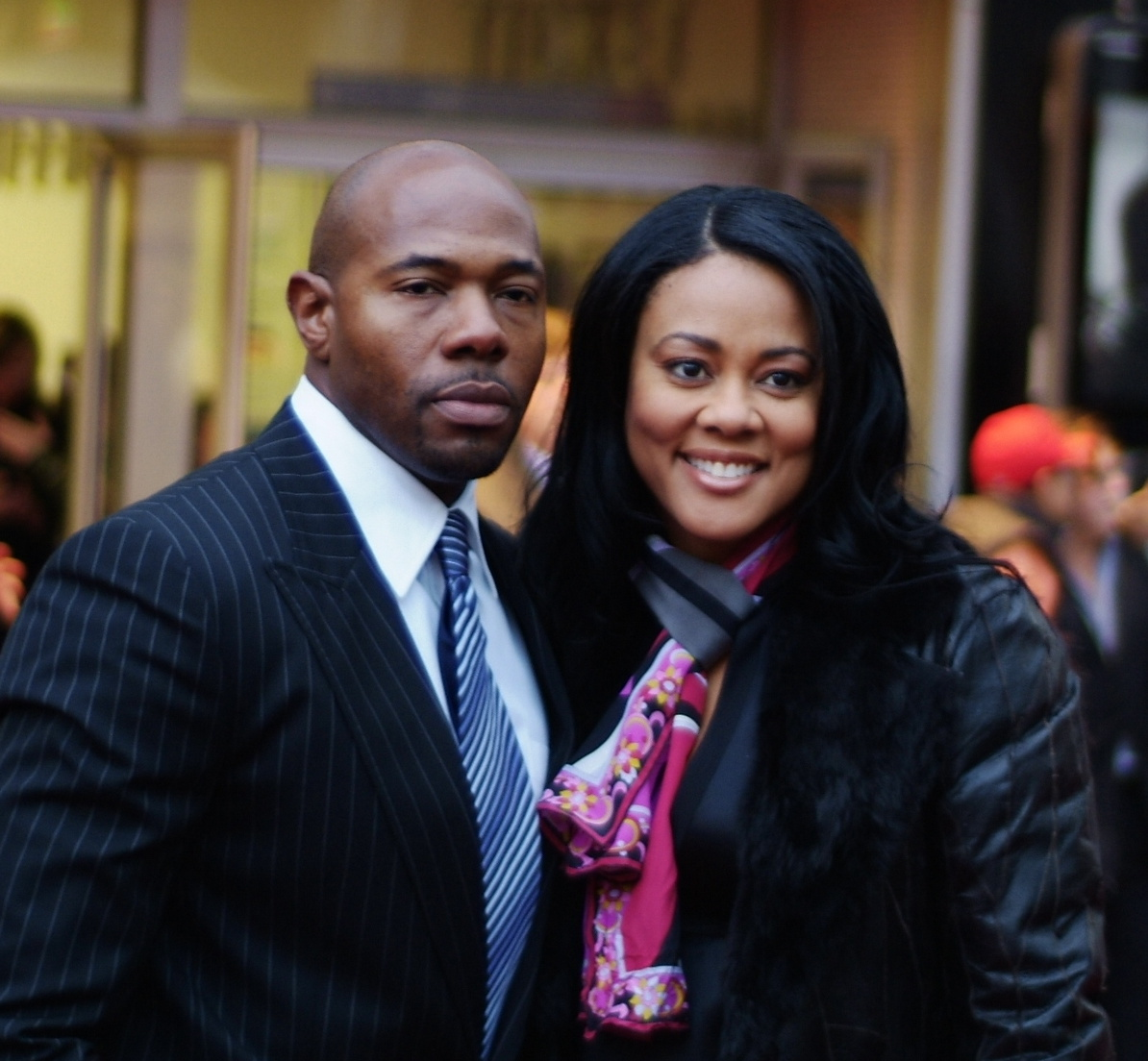
Фукуа с женой Леле Рошон в 2007 году

С 1999 года женат на актрисе Леле Рошон. Воспитывают троих детей.

## Фильмография
| Год  | Название                               | Роль                              | Примечания                         |
| ---- | -------------------------------------- | --------------------------------- | ---------------------------------- |
| 1992 | Наизнанку IV                           | режиссёр                          |                                    |
| 1998 | Убийцы на замену                       | режиссёр                          |                                    |
| 1999 | Концерт Ашера                          | режиссёр                          | живой концерт                      |
| 2000 | На живца                               | режиссёр                          |                                    |
| 2001 | От Тони, с любовью: коллекция видео    | режиссёр                          |                                    |
| 2001 | Тренировочный день                     | режиссёр                          |                                    |
| 2003 | Слёзы солнца                           | режиссёр                          |                                    |
| 2004 | Молния в бутылке                       | режиссёр                          | документальный                     |
| 2004 | Король Артур                           | режиссёр                          |                                    |
| 2005 | Книга убийств                          | режиссёр                          | телевизионный                      |
| 2006 | Звонок                                 | режиссёр                          | короткометражный                   |
| 2007 | Стрелок                                | режиссёр                          |                                    |
| 2010 | Бруклинские полицейские                | режиссёр, исполнительный продюсер |                                    |
| 2013 | Падение Олимпа                         | режиссёр, продюсер                |                                    |
| 2014 | Великий уравнитель                     | режиссёр                          |                                    |
| 2015 | Левша                                  | режиссёр, продюсер                |                                    |
| 2016 | Великолепная семёрка                   | режиссёр, исполнительный продюсер |                                    |
| 2016 | Стрелок                                | исполнительный продюсер           | сериал                             |
| 2017 | Тренировочный день                     | исполнительный продюсер           | сериал                             |
| 2018 | Врач-резидент                          | исполнительный продюсер           | сериал                             |
| 2018 | Американская мечта/Американский кошмар | режиссёр                          | телевизионный документальный фильм |
| 2018 | Великий уравнитель 2                   | режиссёр                          |                                    |
| 2021 | Бесконечность                          | режиссёр, исполнительный продюсер |                                    |
| 2021 | Виновный                               | режиссёр                          |                                    |
| 2022 | Быстрее пули                           | продюсер                          |                                    |
| 2022 | Список смертников                      | режиссёр, исполнительный продюсер | сериал                             |
| 2022 | Освобождение                           | режиссёр, исполнительный продюсер |                                    |
| 2023 | Великий уравнитель 3                   | режиссёр                          |                                    |
| 2026 | Майкл                                  | режиссёр                          |                                    |